# Confiteria i Colmado Vallés
La Confiteria i Colmado Vallés és una obra eclèctica de Barcelona inclosa a l'Inventari del Patrimoni Arquitectònic de Catalunya.

## Descripció
Establiment que ocupa el local de la cantonada dreta d'un edifici afrontat al carrer Provença i a la Rambla Catalunya. Disposa d'un total de cinc obertures disposades de la següent forma: una obertura al xamfrà, una a l'aresta, una amb pilar de fosa central al carrer Provença número 241 i dues de la finca del carrer Provença 243. Té dues portes d'accés. Els tancaments són moderns, de metall i de vidre. Tots formen part d'un conjunt de les mateixes característiques format per uns marcs metàl·lics amb una targeta que actua com una llinda amb el nom de l'establiment de color daurat sobre negre i un tendal plegable situat just per sota d'aquesta targeta.
Pel que fa a l'interior, hi trobem elements d'interès originals. El cel ras és pintat per "L. Tolosa pintura y decoración" i restaurat l'any 1955 després d'un incendi. El fresc representa a Demèter, deessa de l'agricultura i identificada amb l'abundància al centre, i motius al·legòrics del menjar, com un bodegó de caça, situat als angles del sostre. Sobre el mur paral·lel a la façana, hi ha un moble de fusta de roure datat de l'any 1887 amb tres mòduls separats per columnes tornejades i aplica de tulipa de vidre, amb una cornisa molt treballada (cresteria superior, franja amb fulles daurades i elements amb línies ondulades i flors daurades a sota). Aquesta cornisa és igual a la del moble del mur de façana, el qual presenta a la part superior de les obertures centrals un especejament quadrat i un oval central i un límit inferior ondulat. A l'interior disposa també d'una sala amb taules i cadires de fusta.

## Història
Cap al 1885, en aquest establiment hi havia una botiga també de queviures amb la pintura original al sostre d'Aureli Tolosa i Alsina. Els mobles es van mantenir amb el canvi de la Confiteria i Colmado Vallés de Martí Vallés a la propietat de Francesc Mauri l'any 1929. Abans ja havia regentat una drogueria, la pastisseria la Palma, de Manresa i, amb altres dos socis, el bar Núria de la Rambla.
El 1955 va patir un incendi i els mobles i la pintura van haver de ser restaurats. El 1969, quan el negoci estava regentat per la tercera generació, es va fer una ampliació per a un saló de te per a la degustació. El 1978 l'empresa va obrir un nou local a la rambla de Catalunya dedicada als bombons i als objectes de regal i posteriorment s'han fet més ampliacions. El 1986 es va restaurar el mobiliari original sota la direcció d'Emili Julià Betas.